# Airtel Digital TV

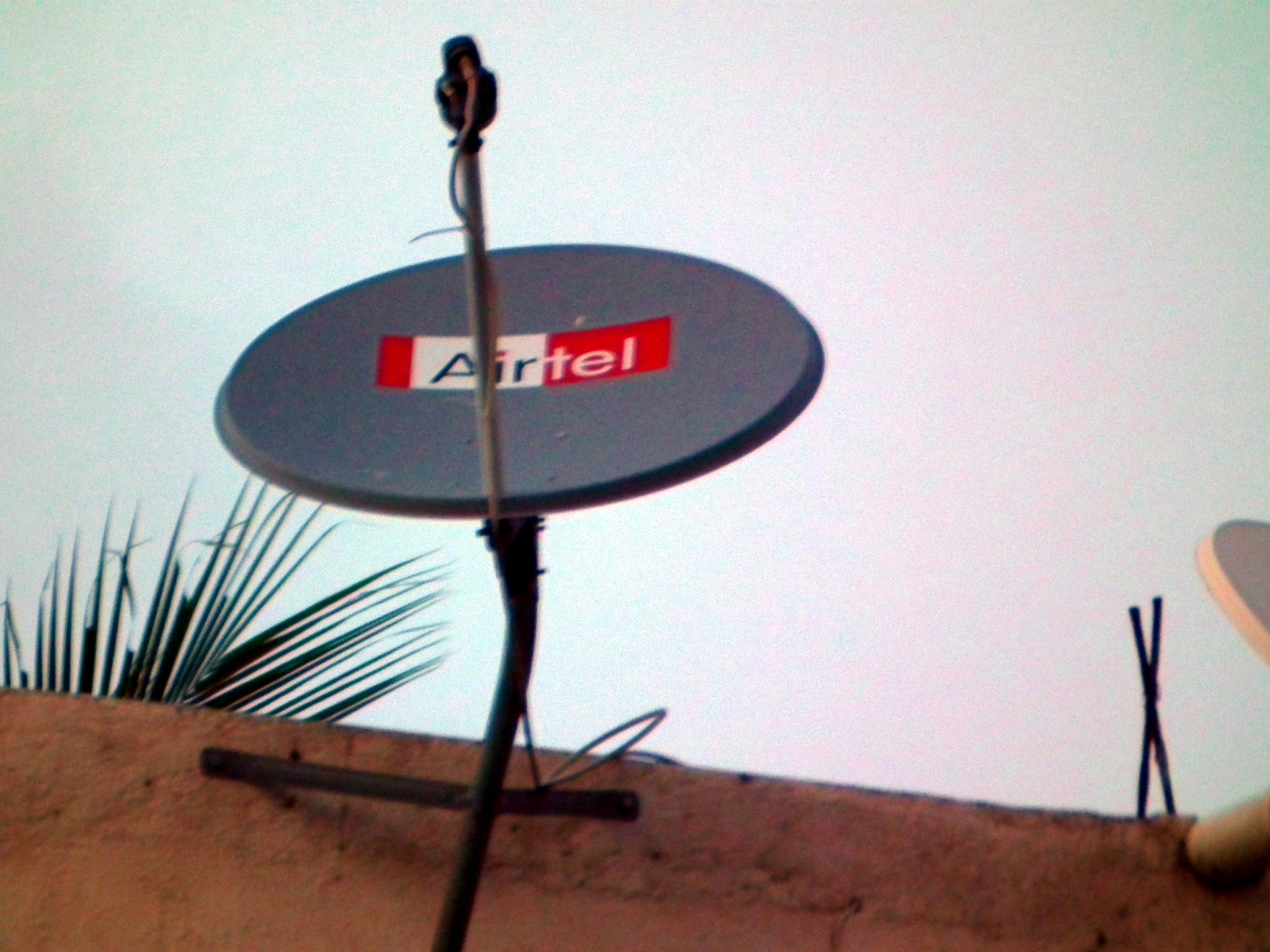
Canal de diffusion

Airtel Digital TV est un fournisseur indien de services de radiodiffusion directe, détenu et exploité par Bharti Airtel. Son service par satellite, est lancé en 2008. Il a une base d'abonnés totale de 10,07 millions au 30 mars 2015.